# Гавриліна Юлія Михайлівна
Юлія Гавриліна, також відома як Юлька Шпулька і Gavrilina, — російська відеоблогерка (тіктокерка), співачка, акторка.
У жовтні 2020 року російський Forbes помістив її на 4-е місце свого першого в історії списку найбільш високооплачуваних тіктокерів.

## Біографія
Народилася в Тюмені 26 червня 2002 року. 
У два роки переїхала з родиною до Москви до бабусі.
У дитинстві захоплювалася танцями.
У 2017 році зареєструвалася на Musical.ly (тепер TikTok). Теми роликів: гумор, танці, пісні (кавери на популярні хіти). Досягла великої популярності — на січень 2023 року мала понад 17 мільйонів передплатників в TikTok.
Як пише Forbes, «у Гавриліної низький голос з хрипотою, який виділяє її на тлі інших тіктокерів».
З квітня 2020 року перебуває в будинку тіктокерів Hype House Rus.
Улітку 2020 року дебютувала як співачка, представивши публіці хіт «Жу Жу». Восени 17 жовтня у вийшов трек «Тільки ти». 27 грудня вона випустила новорічну пісню «Замело». 17 лютого вийшов трек «Ближче до зірок».
Наприкінці березня 2021 року книга під назвою «Ближче до зірок! Не соромся, будь собою», написана Юлією Гавриліною, стала доступною для попереднього замовлення.
У вересні того ж року Гавриліна стала учасницею і згодом фіналісткою шоу «Зірки в Африці» на телеканалі «ТНТ».
У 2022 році стала учасницею третього сезону шоу «Зірки в Африці. Битва сезонів» на телеканалі ТНТ, в якому вийшла в фінал.
15 червня 2023 році в онлайн-кінотеатрі Okko вийшов серіал «Відкритий шлюб» де Гавриліна зіграла одну з ролей. 14 грудня 2023 року в онлайн-кінотеатрі Иви вийшов серіал «Блиск», в якому вона зіграла роль.
У 2024 році стала учасницею в шоу «Виживаліті» на телеканалі П'ятниця!, покинула проєкт у першому випуску.

## Рейтинги
- Найбільш високооплачувані тіктокери за версією Forbes — 4 місце[4]
- Топ-5 співаючих зірок «Тіктоку» — 2 місце[5]

## Нагороди та номінації
| Рік  | Премія                                               | Номінація               | Результат | Іст.      |
| ---- | ---------------------------------------------------- | ----------------------- | --------- | --------- |
| 2020 | Підсумки 2020 року за версією телеканалу «ТНТ Music» | Найкращий тіктокер року | Номінація | 6-е місце |